# 新潟機場

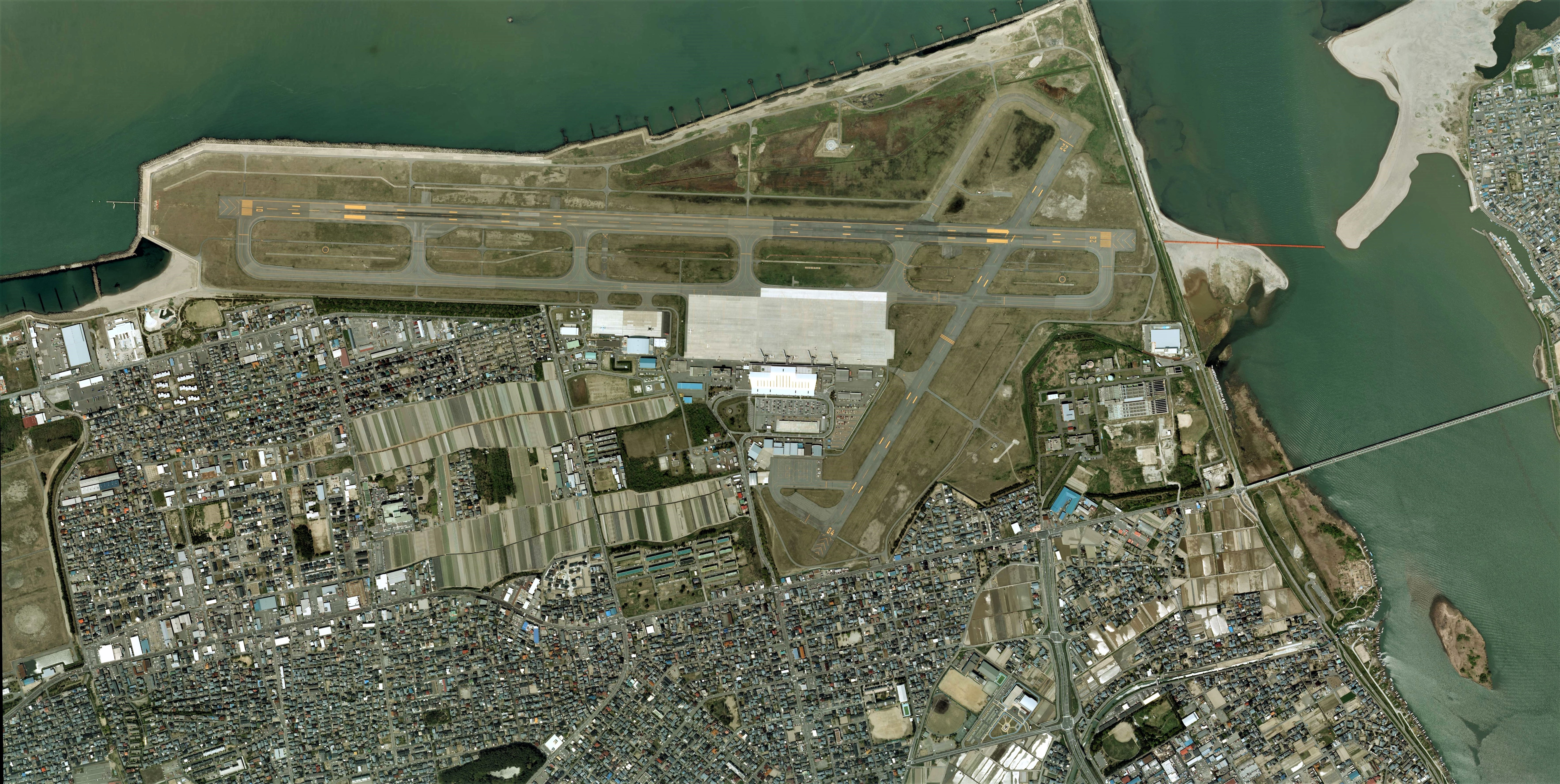
機場周邊衛星空拍圖（2009年）

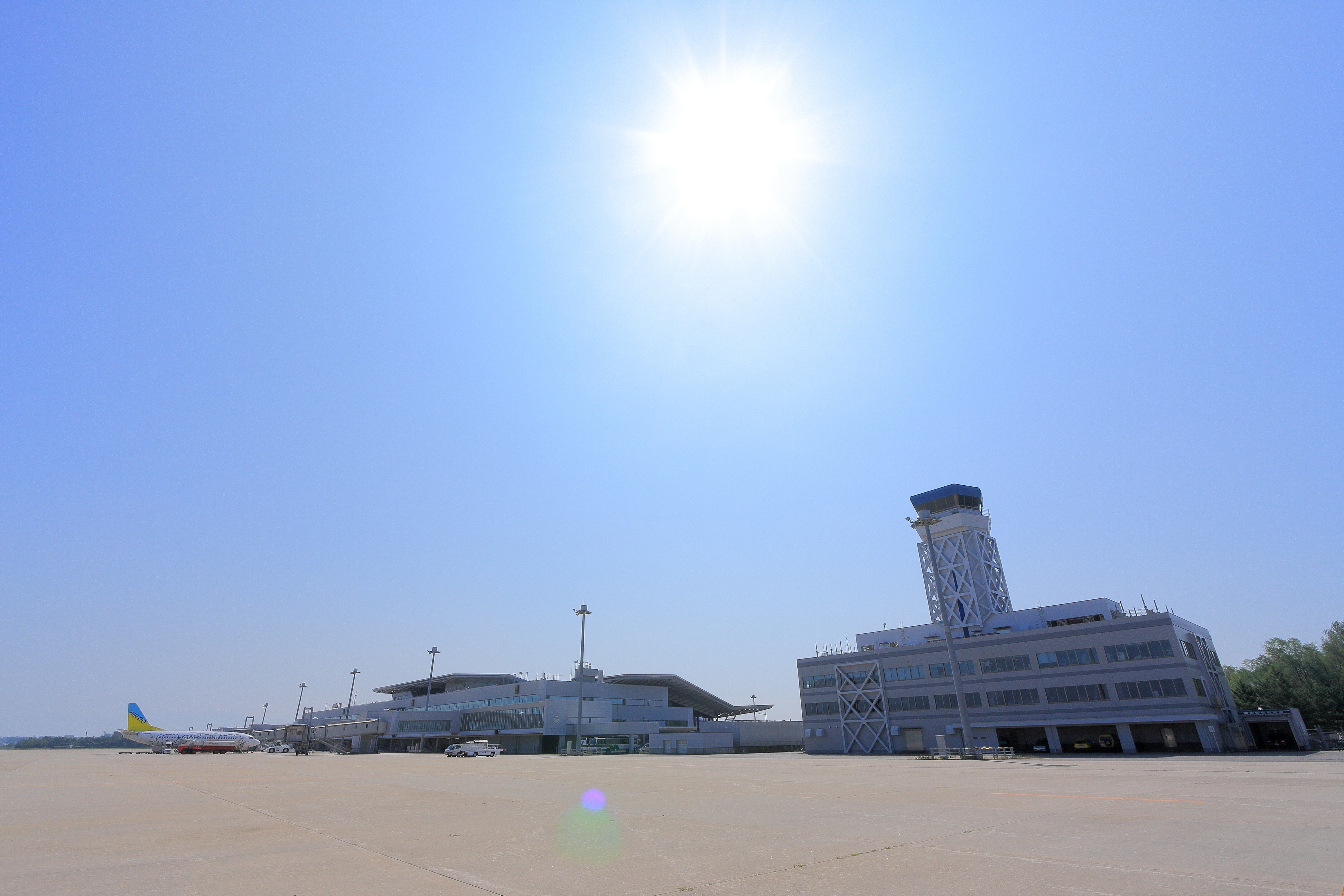
機場航廈與塔台

新潟機場（日语：／ Niigata kūkō */?）是位於日本新潟市的一座民用機場，位處新潟市區東北方，北鄰日本海，東靠阿賀野川入海口。根據日本《空港法》分類為「國管理機場」。航線以國內航線為主，是TOKI AIR的樞紐機場，亦有數條東亞區域國際航線。

## 航空公司與航點
| 航空公司                                  | 目的地                                          |
| ----------------------------------------- | ----------------------------------------------- |
| 日本航空（JL） （由J-Air營運）            | 大阪-伊丹、札幌-新千歲                          |
| 全日本空輸（NH） （由全日空之翼航空營運） | 大阪-伊丹、札幌-新千歲 季節性：沖繩             |
| 伊别克斯航空（FW）                        | 大阪-伊丹、福岡                                 |
| 富士夢幻航空（JH）                        | 名古屋-小牧、福岡                               |
| TOKI AIR（BV）                            | 札幌-丘珠、名古屋-中部 、大阪-神戶 不定期：仙台 |
| 大韓航空（KE）                            | 首爾-仁川                                       |
| 台灣虎航（IT）                            | 台北-桃園                                       |
| 中國東方航空（MU）                        | 上海-浦東                                       |
| 中國南方航空（CZ）                        | 哈爾濱                                          |

## 外部連結
- 新潟機場 （页面存档备份，存于）（日語）（英文）（繁體中文）（简体中文）（俄文）
- 新潟空港-Niigata Airport的Facebook專頁
- 新潟空港的X（前Twitter）